# Ibos (Altos Pirenéus)
Ibos é uma comuna francesa na região administrativa da Occitânia, no departamento dos Altos Pirenéus. Estende-se por uma área de 32.88 km², e possui 2.900 habitantes, segundo o censo de 2018, com uma densidade de 88 hab/km².